# Desmidorchis arabicus
Desmidorchis arabicus är en oleanderväxtart som först beskrevs av Nicholas Edward Brown, och fick sitt nu gällande namn av Meve och Liede. Desmidorchis arabicus ingår i släktet Desmidorchis och familjen oleanderväxter. Inga underarter finns listade i Catalogue of Life.